# Ambasadorowie Chin w Pakistanie
Chińska Republika Ludowa posiada w Islamskiej Republice Pakistanu swojego przedstawiciela w randze ambasadora od 1951 roku.
| L.p. | Ambasador       | Okres pełnienia funkcji        |
| ---- | --------------- | ------------------------------ |
| 1.   | Han Nianlong    | wrzesień 1951 – luty 1956      |
| 2.   | Geng Biao       | marzec 1956 – październik 1959 |
| 3.   | Ding Guoyv      | styczeń 1960 – lipiec 1966     |
| 4.   | Zhang Wenjin    | sierpień 1966 – styczeń 1967   |
| 5.   | Zhang Tong      | czerwiec 1969 – sierpień 1974  |
| 6.   | Lu Weizhao      | wrzesień 1974 – kwiecień 1979  |
| 7.   | Xu Yixing       | sierpień 1979 – kwiecień 1982  |
| 8.   | Wang Chuanbin   | lipiec 1982 – listopad 1986    |
| 9.   | Tian Ding       | grudzień 1986 – kwiecień 1991  |
| 10.  | Zhou Gang       | maj 1991 – marzec 1995         |
| 11.  | Zhang Chengli   | kwiecień 1995 – styczeń 1999   |
| 12.  | Lu Shulin       | styczeń 1999 – kwiecień 2002   |
| 13.  | Zhang Chunxiang | kwiecień 2002 – luty 2007      |
| 14.  | Luo Zhaohui     | marzec 2007 – czerwiec 2010    |
| 15.  | Liu Jian        | od lipca 2010                  |